# Bagre (Gattung)
Bagre ist eine Fischgattung aus der Familie der marinen Kreuzwelse (Ariidae). Die vier Arten der Gattung leben an der Atlantikküste des südlichen Nordamerika, an der Küste des Golfs von Mexiko, an der Karibikküste Mittelamerikas, an der Atlantikküste des nördlichen und mittleren Südamerikas, sowie an der amerikanischen Pazifikküste vom Golf von Kalifornien im Norden bis Ecuador im Süden.

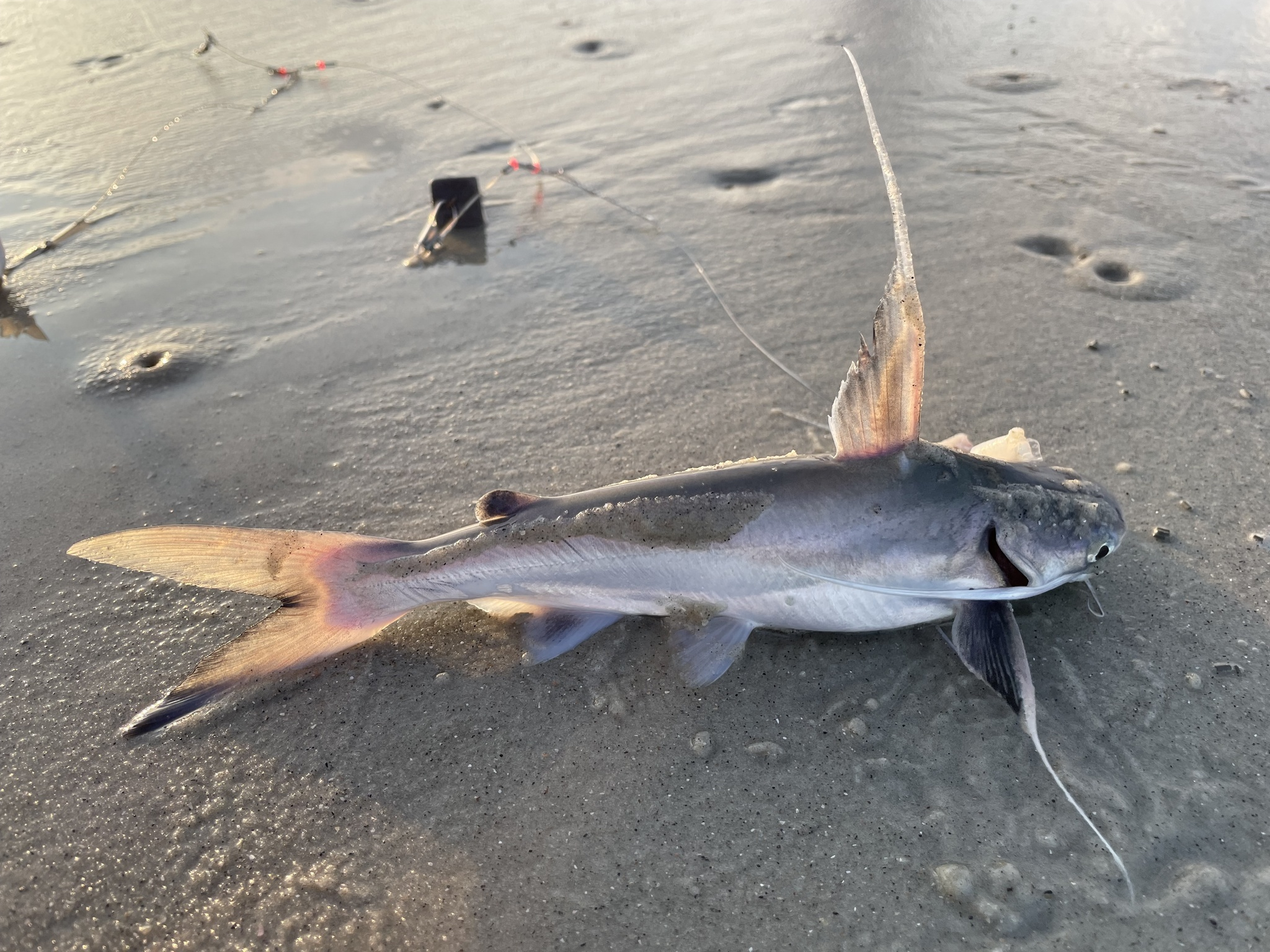
Bagre marinus

## Merkmale
Bagre-Arten werden 38 bis 95 cm lang. Der für Kreuzwelse typische Knochenschild auf der Kopfoberseite ist glatt, von Muskeln und Haut bedeckt und beim lebenden Fisch kaum sichtbar. Die Barteln am Oberkiefer sind bandartig abgeflacht. Die Basis der Fettflosse ist kurz. Sie ist immer kürzer als die Hälfte der Afterflossenbasis. Die Seitenlinie teilt sich kurz vor der Schwanzflosse und verläuft dann in zwei getrennten Strängen bis auf den oberen und unteren Lobus der gegabelten Schwanzflosse.

## Lebensweise
Bagre-Arten leben vor allem im Meer, Jungfische gehen auch in das Brackwasser von Flussmündungen. Die Welse ernähren sich von kleinen Fischen und Wirbellosen.

## Arten
Fishbase listet vier Arten, bei Marceniuk, Oliveira und Ferraris ist mit Bagre filamentosus eine fünfte Art valide.
- Bagre bagre (Linnaeus, 1766)
- Bagre filamentosus Swainson, 1839
- Bagre marinus (Mitchill, 1815)
- Bagre panamensis (Gill, 1863)
- Bagre pinnimaculatus (Steindachner, 1877)